# Karru
Karru (ang. Karoo, Karroo) – pustynna i półpustynna kraina geograficzna w zachodniej części Południowej Afryki, położona na terenie prowincji: Przylądkowej Zachodniej, Przylądkowej Północnej i Przylądkowej Wschodniej, na południe od rzeki Oranje. Zajmuje obszar około 395 000 km², blisko 1/3 powierzchni kraju.
Obejmuje trzy mniejsze krainy:
- Karru Małe – stanowi śródgórską kotlinę, położoną na wysokości 300–600 m n.p.m.
- Karru Wielkie – przedgórskie zapadlisko na wysokości 450–750 m n.p.m.
- Karru Wysokie – rozległy płaskowyż na wysokości 1000–1500 m n.p.m.

Karru zbudowane są z mezozoicznych łupków i piaskowców. W Karru Małym występuje klimat podzwrotnikowy morski, a w Karru Wysokim klimat podzwrotnikowy suchy. Przeważającą część zajmuje roślinność półpustynna. Na jej terenie przepływają jedynie niewielkie rzeki okresowe i występują jeziora okresowe.
Hoduje się tu kozy oraz owce, a na obszarach nawadnianych uprawia się zboża, winogrona i rośliny cytrusowe.

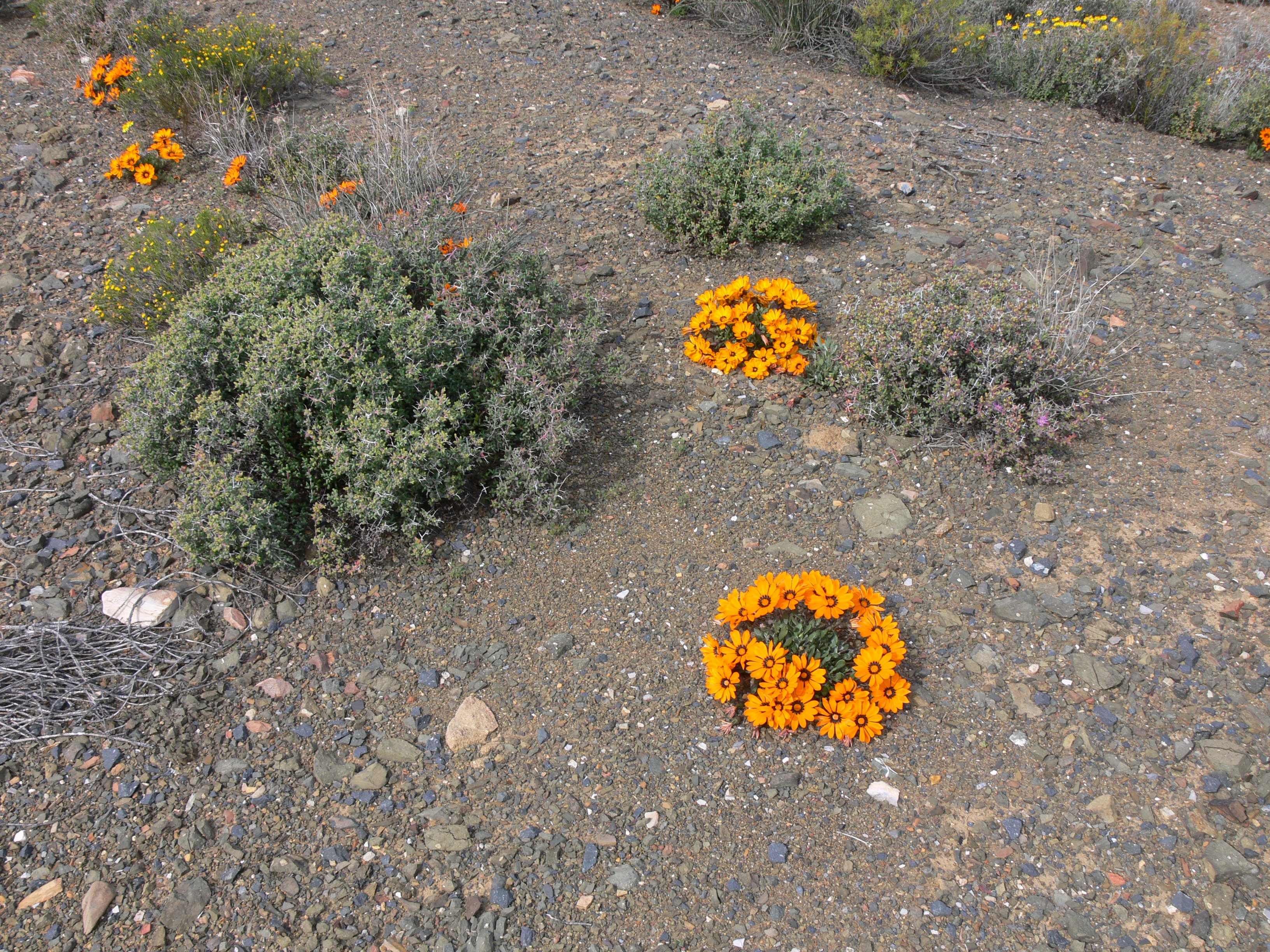
Laingsburg
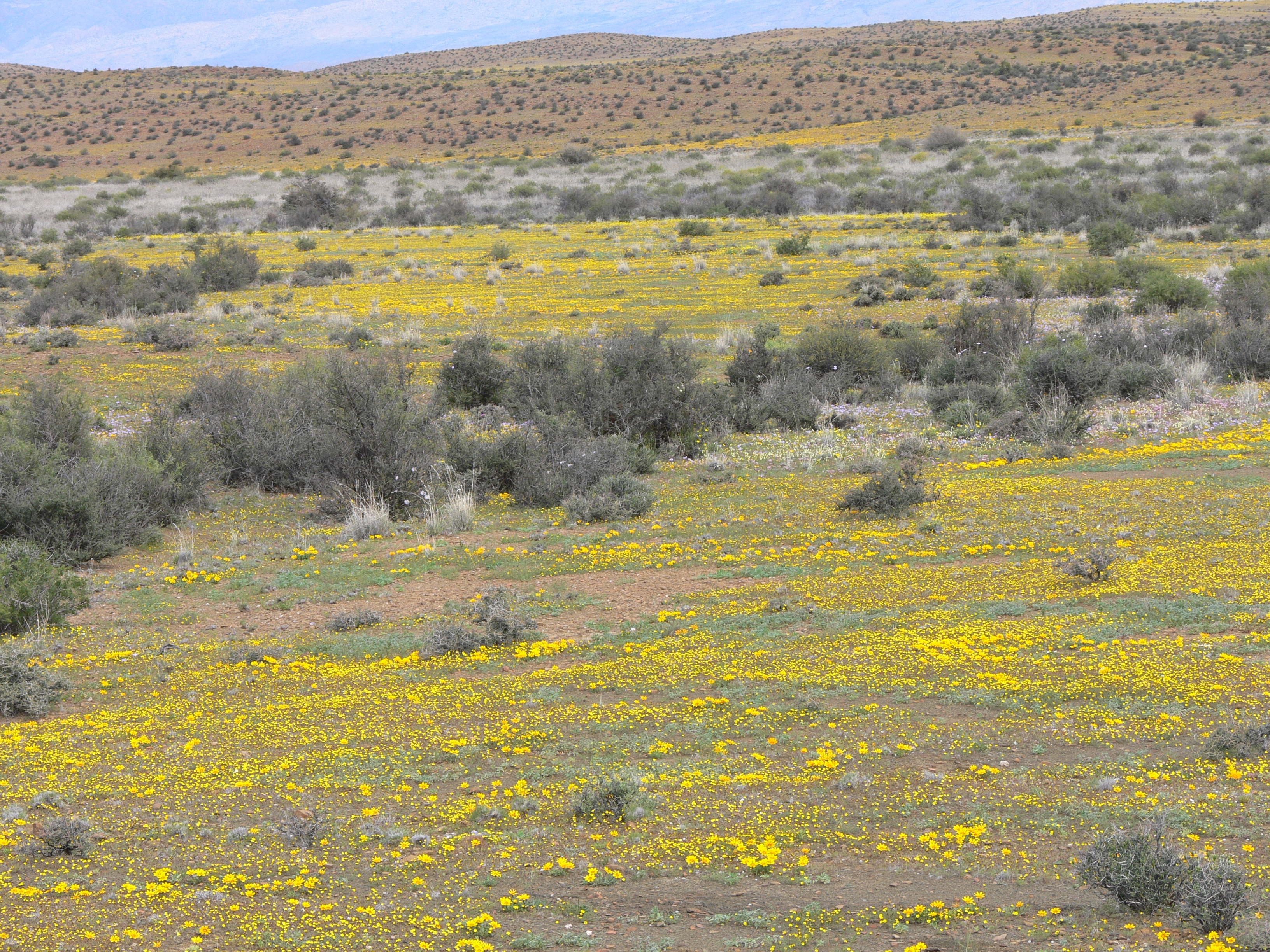
Laingsburg
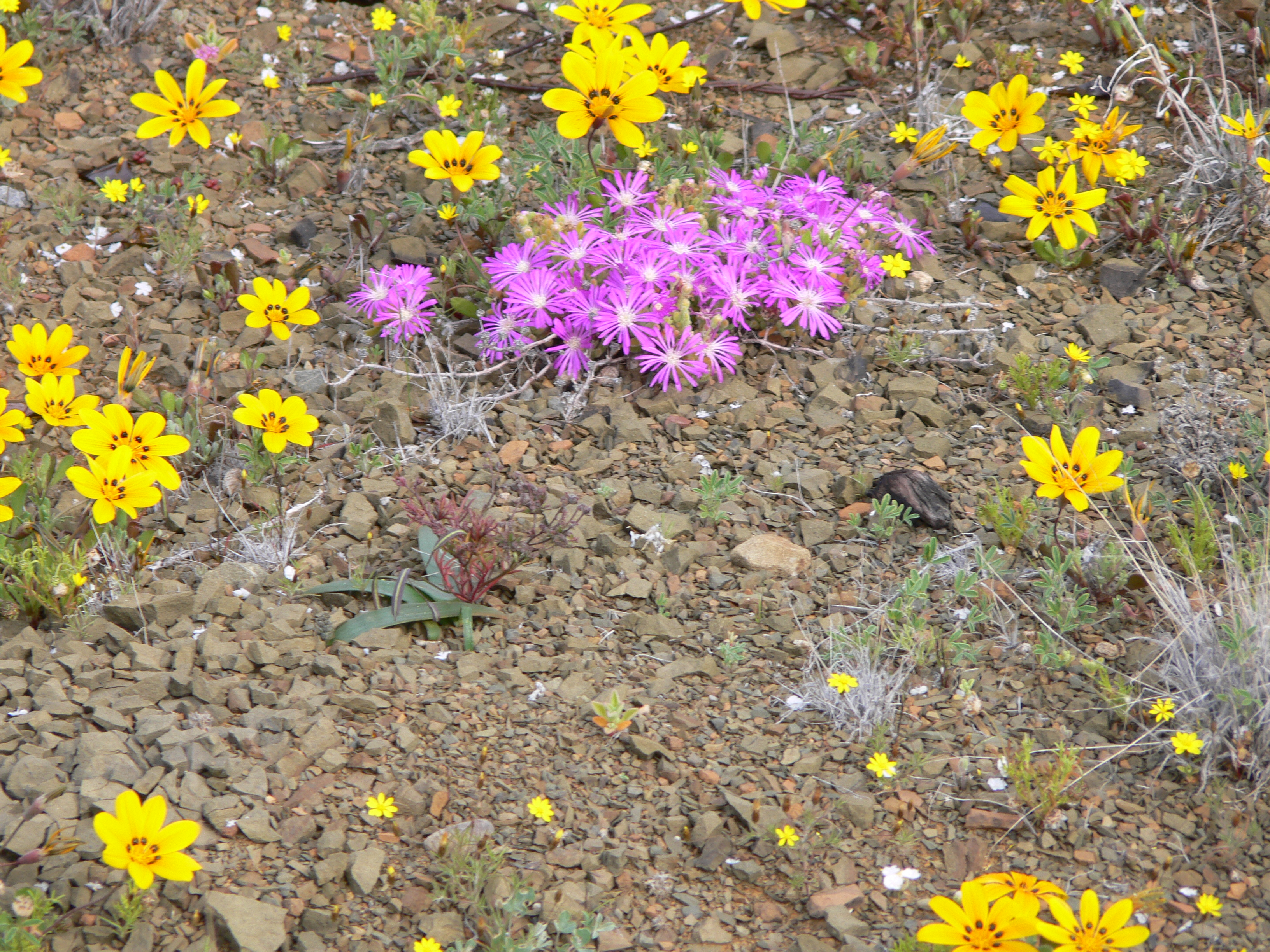
Laingsburg
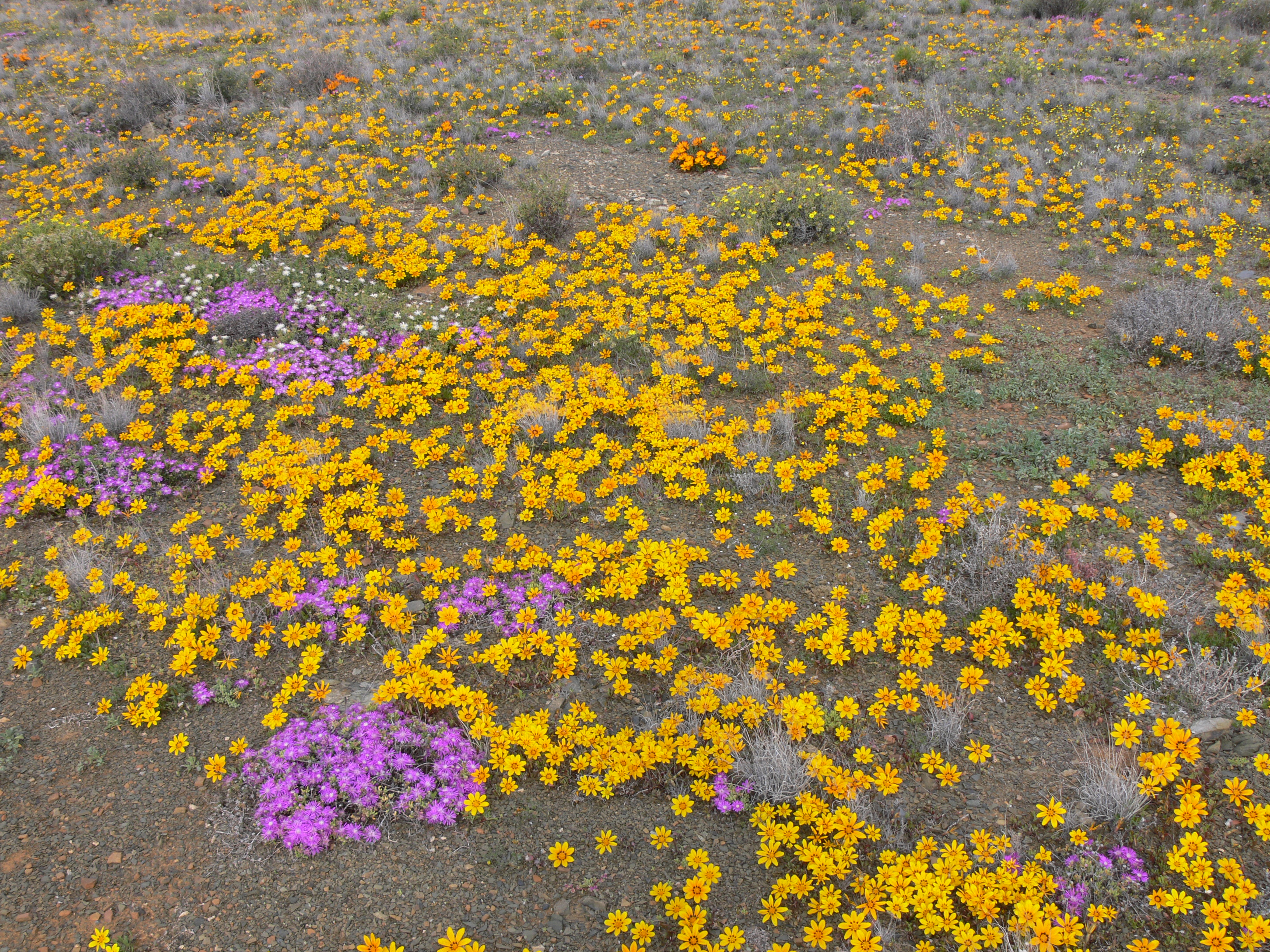
Laingsburg
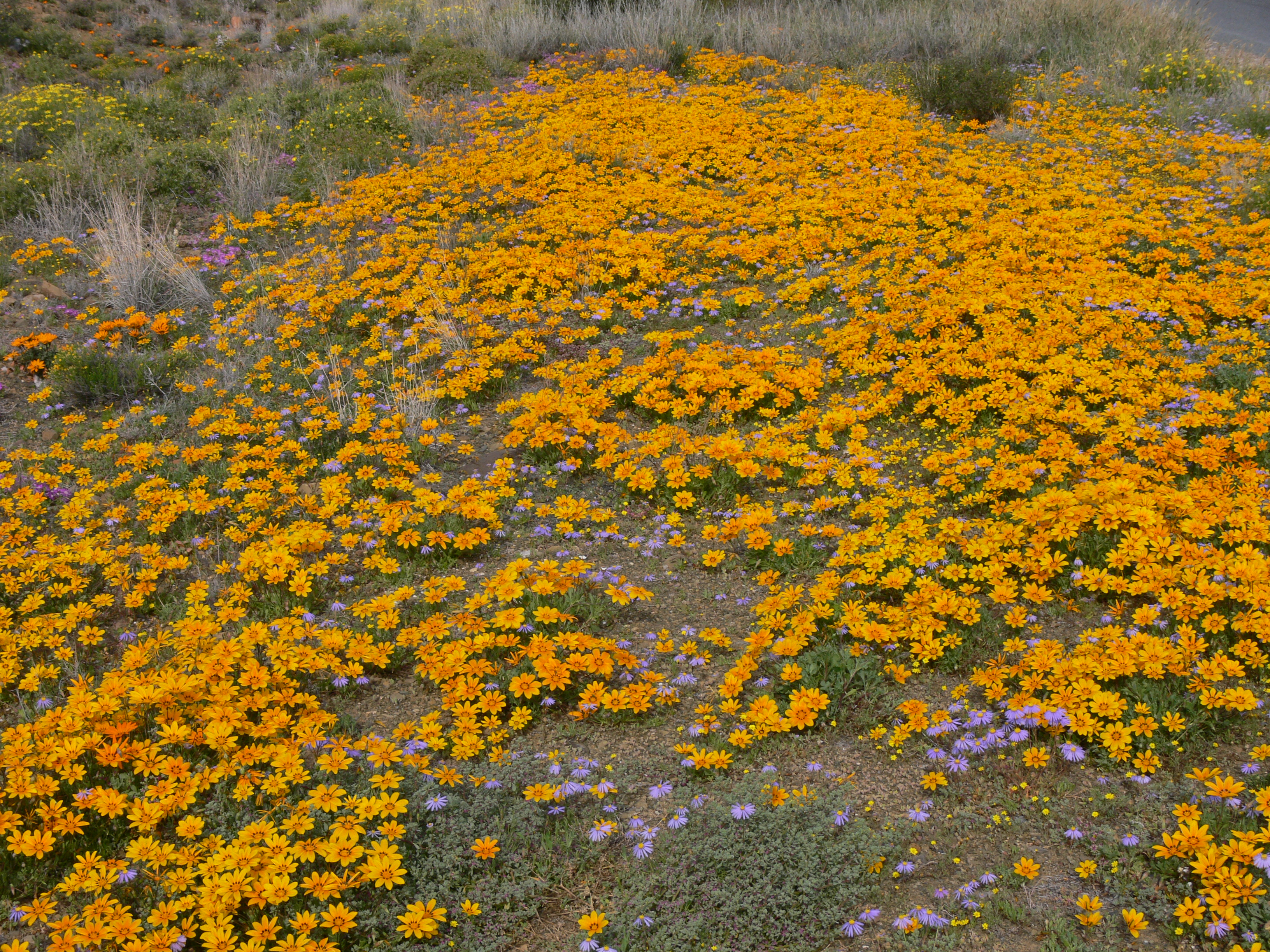
Laingsburg
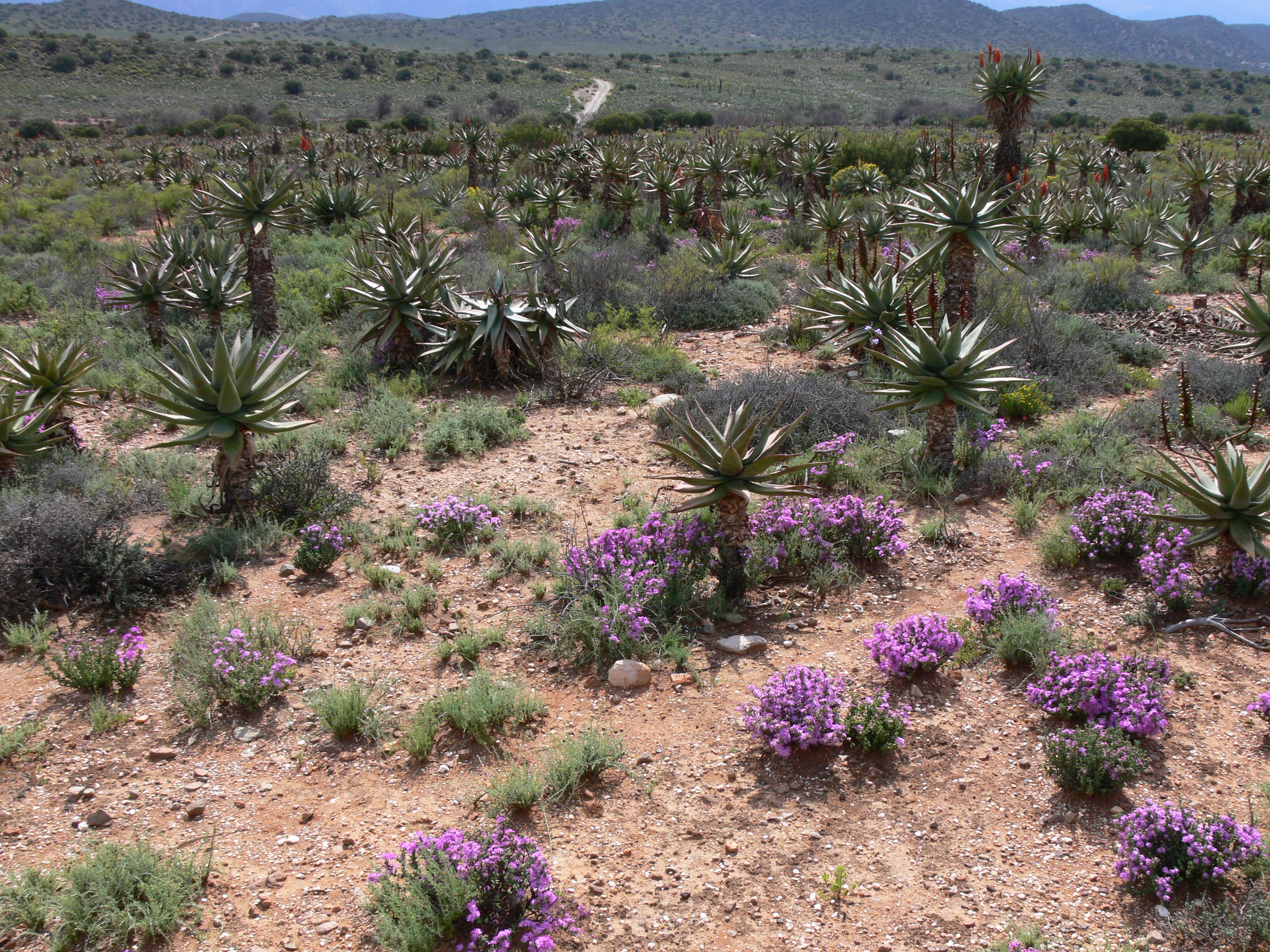
Willowmore
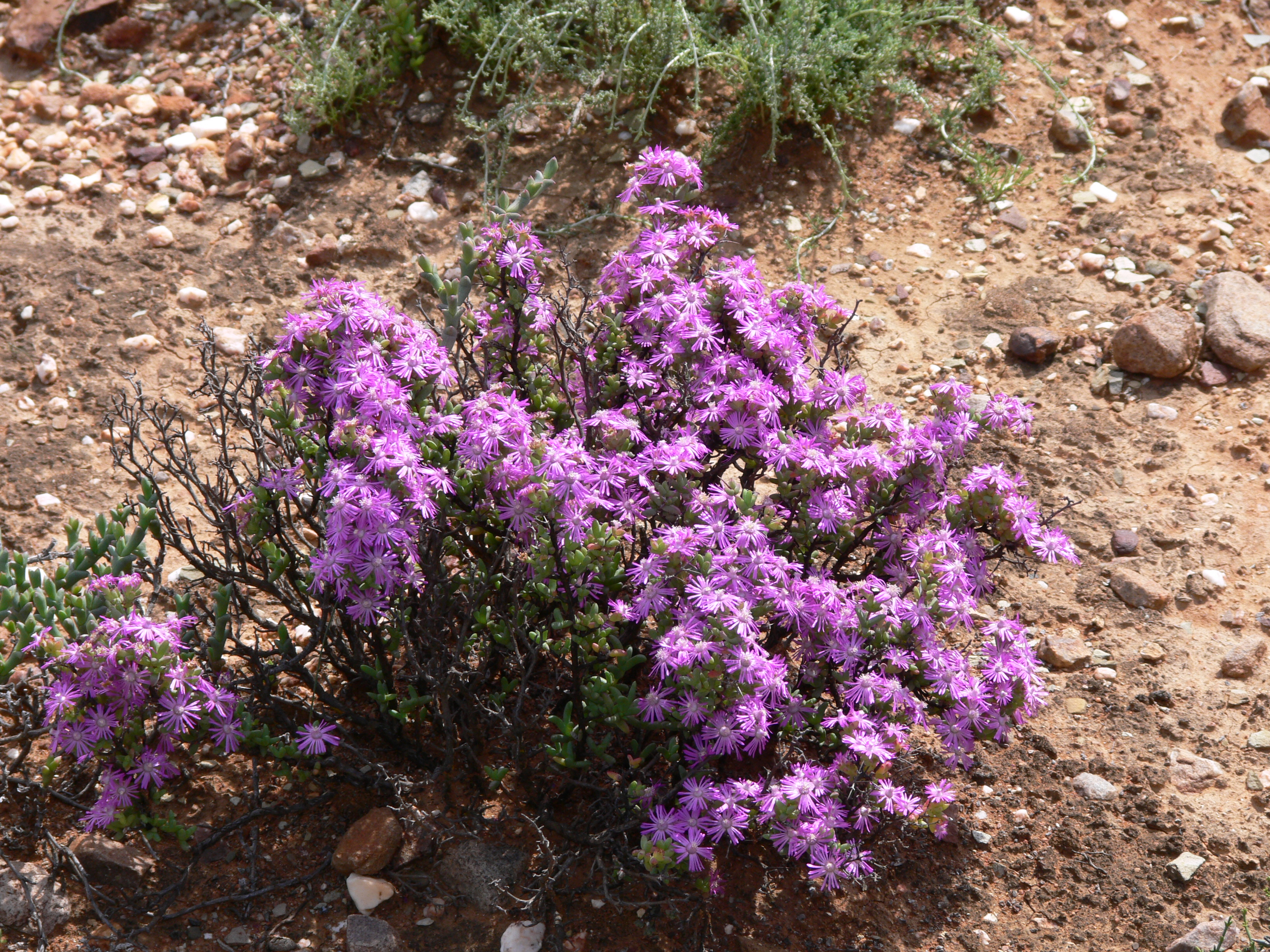
Willowmore
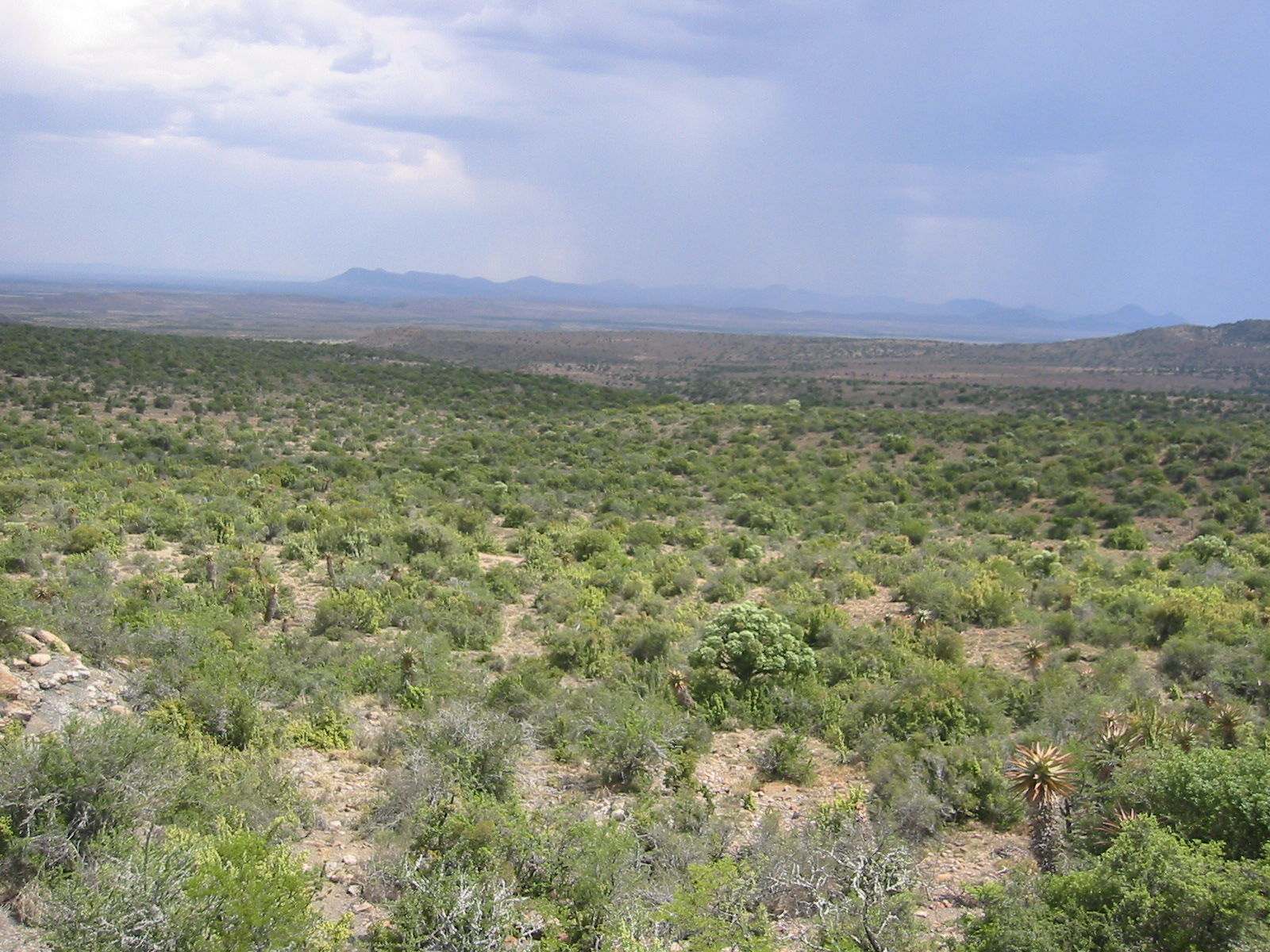